# Agrilus illectus
Agrilus illectus är en skalbaggsart som beskrevs av Henry Clinton Fall 1901. Agrilus illectus ingår i släktet Agrilus och familjen praktbaggar. Inga underarter finns listade i Catalogue of Life.